# Saki (luchadora)
Saki Watanabe (en japonés: 渡邊沙紀, Watanabe Saki) (Kisarazu, 12 de febrero de 1988), más reconocida por su nombre de ring Saki (estilizado en mayúsculas SAKI), es una luchadora profesional japonesa que ha participado como artista independiente en promociones como Gatoh Move Pro Wrestling y Pro Wrestling Wave.

## Carrera profesional

### Circuito independiente (2012-presente)
Watanabe hizo su debut en la lucha libre profesional en LLPW-X, un evento promovido por Ladies Legend Pro-Wrestling que tuvo lugar el 29 de diciembre de 2012, donde hizo equipo con Mizuki, en un esfuerzo perdedor contra Shinobu Kandori y Takako Inoue.
Como independiente, es conocida por trabajar con varias promociones. En New Ice Ribbon #700 Neko Nitta Retirement, un evento promovido por Ice Ribbon el 31 de diciembre de 2015, Watanabe hizo equipo con Mizuki en un esfuerzo perdedor ante Azure Revolution (Maya Yukihi y Risa Sera). En JWP Fly High In The 25th Anniversary, un evento promovido por JWP Joshi Puroresu el 22 de mayo de 2016, hizo equipo con Mizuki en un esfuerzo perdedor ante Best Friends (Arisa Nakajima y Tsukasa Fujimoto).
En PURE-J/Bolshoi Kid 27th Anniversary, un evento promovido por Pure-J el 25 de noviembre de 2018, participó en una liga de contendientes del Daily Sports Women's Tag Team Championship no.1 contendiente haciendo equipo con Manami Katsu y cayendo ante Wanted (Kazuki y Rydeen Haganne). En DDT Shuten Doji 5th Aniversary, un evento promovido por DDT Pro-Wrestling el 17 de abril de 2019, hizo equipo con Ryuichi Sekine y compitió en un tag team gauntlet match en el que también participaron The Brahman Brothers (Brahman Kei y Brahman Shu), Disaster Box (Kazuki Hirata y Toru Owashi), Antonio Honda y Yasu Urano, Danshoku Dino y Kappa Kozo, Emi Sakura y Riho, Gorgeous Matsuno y Sanshiro Takagi, y Hoshihebi y Poison Sawada Julie.

#### Gatoh Move Pro Wrestling (2013-presente)
Watanabe es conocida por su larga permanencia en Gatoh Move Pro Wrestling. En el Gatoh Move Japan Tour #347 del 31 de marzo de 2018, retó sin éxito a Riho por el Super Asia Championship. Es una ex campeona del Asia Dream Tag Team, título que ostentó en tres ocasiones con Yuna Mizumori y Mizuki, ganándolo por última vez en el Gatoh Move Japan Tour #416 del 22 de marzo de 2019.

#### Pro Wrestling Wave (2013-presente)
Watanabe trabajó para Pro Wrestling Wave desde principios de 2013. En WAVE NAMI 1, el primer evento de 2021 del 1 de enero, compitió en un battle royal de 11 mujeres en el que también participaron Kaori Yoneyama, Rin Kadokura, Yuki Miyazaki y Yumi Ohka, entre otras. En WAVE Osaka Rhapsody Vol. 36 del 13 de enero de 2018, Watanabe compitió en un battle royal de 16 mujeres para determinar el número uno contendiente para el campeonato individual de WAVE en el que también participaron oponentes notables como la ganadora del combate Misaki Ohata, Manami Katsu, Ryo Mizunami, Ayako Hamada, Asuka y otras.
Es conocida por competir en varios eventos emblemáticos de la promoción como Catch the Wave, haciendo su primera aparición en la edición de 2017 donde se colocó en el Bloque "Other Than", consiguiendo un total de cinco puntos tras competir contra Sareee, Rin Kadokura y Mochi Miyagi. Su última aparición fue en la edición de 2021, colocándose en el "Bloque Gatling" y consiguiendo un total de tres puntos tras competir contra Nagisa Nozaki, Yuu e Itsuki Aoki.
En cuanto al torneo Dual Shock Wave, Saki hizo una aparición en la edición de 2017 del evento, en la que formó equipo con Sakura Hirota como Pyonzu Zu y cayó ante Natsu & Natsuri (Natsumi Maki y Sumire Natsu) en un combate de mesas, escaleras y sillas de primera ronda.

### World Wonder Ring Stardom (2022-presente)
En Stardom New Blood 2, el 13 de mayo de 2022, después de que Rina Amikura y Yuko Sakurai, compañeras de la unidad de Saki, obtuvieran una victoria sobre las integrantes de Stars, Saya Iida y Momo Kohgo, Tam Nakano se precipitó al ring para enfrentarse al resto de las integrantes de Color, y fijaron un combate por equipos de seis hombres para un show el 5 de junio. En  Stardom in Korakuen Hall , evento celebrado el 5 de junio de 2022, Saki formó equipo con sus compañeras de cuadra de Color, Hikari Shimizu y Yuko Sakurai, para caer ante Unagi Sayaka, Tam Nakano y Mina Shirakawa, de Cosmic Angels, en un perdedor se une a la unidad enemiga. Posteriormente, Saki con Shimizu y Sakurai se unieron a Cosmic Angels y anunciaron que competirían como subunidad en el futuro.

## Campeonatos y logros
- Actwres girl'Z
  - AgZ Championship (1 vez)[17]
  - AgZ Color's Championship (1 vez)[18]
- Gatoh Move Pro Wrestling
  - Asia Dream Tag Team Championship (3 veces) – con Yuna Mizumori (2) y Mizuki (1)[10]
  - One Of A Kind Tag League (2021) – con Yuna Mizumori[19]
- Ice Ribbon
  - International Ribbon Tag Team Championship (1 vez) – con Hikari Shimizu
- Pro Wrestling Wave
  - Wave Tag Team Championship (1 vez) – con Hikari Shimizu